# Аварська мова
Ава́рська мо́ва  (самоназва «магӏарул мацІ, mah̨arul mac̨») — одна з мов аваро-андійської групи нахсько-дагестанської сім'ї мов, якою розмовляють аварці та споріднені народності Дагестану. В основі літературної мови лежить північне наріччя (болмацӀ, bolmac̨).

## Лексика
Споконвічну лексику аварської мови складають слова як загальнодагестанського, так і власне аварського походження. Також існують запозичення з інших мов (переважно з арабської, перської, російської та тюркських).
З арабської мови запозичені слова, пов'язані з релігією; абстрактні поняття; морально-етичні поняття; слова, пов'язані з відносинами між людьми; суспільно-політичні та економічні терміни; позначення людей за професією, родом занять і т. д.; лексика науки, мистецтва та освіти; пов'язані з якісними характеристиками; назва одягу, домашніх прикрас та домашніх предметів; лексика рослинного та тваринного світу; назви будівель та їхніх частин; позначення явищ неживої природи, назви продуктів харчування; назви частин тіла.
З тюркських мов запозичені назви родичів та позначення осіб; позначення домашніх предметів; музичних інструментів; знарядь праці, зброя; назви предметів одягу, постілі, тканин, прикрас; назви домашніх та диких тварин, а також лексика тваринництва; назви овочів, фруктів, рослин та продуктів харчування; будівельна та сільськогосподарська термінологія; позначення предметів та явищ неживої природи; абстрактна лексика.
З перської мови запозичені слова, пов'язані з назвами домашніх та диких тварин та їх поняття; назви рослин; позначення осіб; назви будівель; назви предметів одягу, домашніх предметів, інструментів; назви продуктів харчування, ліків.
З російської мови запозичена лексика сільськогосподарського та промислового виробництва; адміністративно-ділова лексика; суспільно-політична лексика; лексика культури, мистецтва, спорту, науки та освіти; назви одягу, домашніх предметів, меблів, побутової та іншої техніки; транспортна термінологія; позначення продуктів харчування; позначення речовин, будівельних матеріалів.

## Лінгвістична характеристика
Для фонетики характерні рухомий наголос, що змінює сенс слова (наприклад, «вівця» — гӏи: родовий відмінок — гӏия́л, множина — -гІиял), редукція голосних та наявність аблаута.
В граматичній системі — велика кількість лабільних дієслів; багатовідмінковість; можливість утворення конструкцій з двійним номінативом при аналітичній формі дієслова — присудка (наприклад, «Батько поле оре» — Инсуца хур бекьулеб буго / эмен хур бекьулев вуго); позначення суб'єкта дієслів чуттєвого сприйняття суперлативом (локативним відмінком); співіснування двох контрастних конструкцій — ергативної та номінативної — в сфері функціонування перехідного дієслова, та ін.

## Ареал та чисельність
Аварська мова є рідною для більшості аварців, що мешкають в Дагестані, на півночі Азербайджану, північному сході Грузії та в Туреччині. Як другою аварською користуються андо-цезькі народи.
Кількість мовців в Росії — 715 297 ос. (2010). Приблизна кількість людей, для яких аварська мова є рідною — 703 тис. ос. (2010).

## Писемність

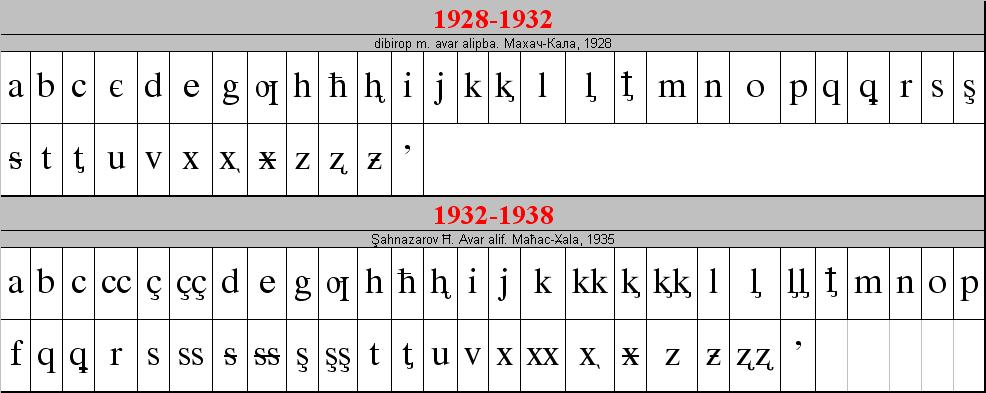
Аварська абетка на основі тюркської абетки (латиниці), що з певними змінами використовувалася упродовж 1928—1938 років

Сучасна абетка:
| А а   | Б б   | В в       | Г г   | Гъ гъ | Гь гь | ГӀ гӀ | Д д       |
| Е е   | Ё ё   | Ж ж       | З з   | И и   | Й й   | К к   | Къ къ     |
| Кь кь | КӀ кӀ | КӀкӀ кӀкӀ | Кк кк | Л л   | М м   | Н н   | О о       |
| П п   | Р р   | С с       | Т т   | ТӀ тӀ | У у   | Ф ф   | Х х       |
| Хх хх | Хъ хъ | Хь хь     | ХӀ хӀ | Ц ц   | Цц цц | ЦӀ цӀ | ЦӀцӀ цӀцӀ |
| Ч ч   | ЧӀ чӀ | ЧӀчӀ чӀчӀ | Ш ш   | Щ щ   | Ъ ъ   | Ы ы   | Ь ь       |
| Э э   | Ю ю   | Я я       |       |       |       |       |           |

## Приклад
«Заповіт» Т. Шевченка аварською мовою (переклав Шигабуддін Микаїлов)
| ВАСИГАТ Нужеца хвараб мехалъ Хобги бухъун дун вукъе Къиматаб Украиналда, ГІатІидаб дунялалда. Вукъе хераб Днепр-гІор Ццидалъ рагІаллъабазда Багъулеб куц бихьулеб ГохІил тІаралъиялда. Украиналъул ракьдаса Сурукъал тушбабазул Би гьелъ чурараб мехалъ Хабалъа дун вахъина. Вахъун дун какалразе Бичасул кІалтІе ина — Аллагьги гьелделъагІан ЛъачІого дица тела. Вукъун дунгин нужеца Синжирал тІутІун рехе, Тушбабазул бидуца Эркенлъиги лъалъан те. Эркенаб цІияб рукъоб, Къиматаб хъизамалда, Тамахаб рагІи бицун Цо дунги ракІалде щва. |